# Survie : Les Naufragés
Pour plus de détails, voir Fiche technique et Distribution.
Survie : Les Naufragés (Survival Island / Three) est un film d'aventures américano-britannico-luxembourgeois écrit et réalisé par Stewart Raffill, sorti directement en vidéo en 2005 mettant en vedette Billy Zane, Kelly Brook et Juan Pablo Di Pace

## Synopsis
Après avoir survécu à un naufrage, trois rescapés se partagent une ile ; petit à petit, les instincts de survie reprennent le dessus sur leur civilisation.

## Fiche technique
- Titre original : Survival Island (ou Three titre alternatif)
- Titre français : Survie : Les Naufragés
- Réalisation : Stewart Raffill
- Scénario : Stewart Raffill
- Photographie : Tony Imi
- Montage :
- Musique : Richard Harvey
- Production : Universal Pictures
- Pays d'origine :  États-Unis,  Royaume-Uni,  Luxembourg
- Langue originale : anglais
- Genre : Film dramatique, Film d'aventure, Film d'horreur, Thriller
- Durée : 95 minutes
- Dates de sortie[1] :
  -  Australie : 16 novembre 2005
  -  Royaume-Uni : 5 mai 2006
  -  États-Unis : 15 août 2006

## Distribution
- Billy Zane (VF : Philippe Roullier) : Jack
- Kelly Brook : Jennifer
- Juan Pablo Di Pace : Manuel
- Todd Collins : Bill
- Gabrielle Jourdan : Gail
- Gary Brockette : Le Capitaine Richards
- Isabelle Constantini : Maggie Richards
- Roy Rivera : Pepe
- Maria Victoria Di Pace : Maria
- Kennedy Rolle : Godfrey
- Myesha Pinder : Ardell
- Lashandra Burrows : Tiffany
- Stephen LiGambi : Steve

## Autour du film
- Robert Hanks, journaliste de The Independent déclare que le film Survie: Les Naufragés est un amalgame profanateur de Sa Majesté des Mouches, Le Lagon bleu et The Admirable Crichton (en)[2]
- En 2006, le film remporte l'Award du trailer le plus trash[3]